# Ademar José Gevaerd
Ademar José Gevaerd (n. 19 martie 1962, Maringá, Paraná, Brazilia – d. 9 decembrie 2022, cunoscut și sub numele de A. J. Gevaerd) a fost un ufolog brazilian sau specialist în studiul obiectelor zburătoare neidentificate (OZN). El este editorul Revistei OZN (Revista UFO), fondator și director al Centrului brazilian de Cercetare al Farfuriilor Zburătoare (Centro Brasileiro de Pesquisas de Discos Voadores  - CBPDV) și director brazilian al MUFON. El reprezintă Brazilia la Centrul pentru Studiile OZN. A apărut pe canalele TV Globo Network, Discovery Channel și Channel History. El a vorbit în multe orașe din Brazilia și în alte 29 de țări și a efectuat peste 700 de investigații pe teren ale cazurilor de OZN din Brazilia. A fost descris drept unul dintre cei mai respectați ufologi.

## Cariera timpurie
La 6 martie 1982, spectatorii de la un meci de fotbal de pe stadionul Morenão din Campo Grande au văzut un obiect în formă de țigară, cu lumini la fiecare capăt, care zbura deasupra capului. La acea vreme, Ademar José Gevaerd era profesor de chimie în Maringá, statul Paraná. Convinși că obiectul era o farfurie zburătoare și auzind despre alte vizionări în același timp în São Paulo, Paraná, Argentina, Bolivia și Paraguay, el a decis să efectueze un studiu mai aprofundat al OZN-urilor. În 1985 a lansat revista Ufologia Nacional & Internacional, care și-a încetat publicarea în 1986. În 1988, a început să publice Revista UFO, încă publicată în 2014. În 1986, el și-a părăsit slujba de profesor pentru a se consacra întregului timp studiului OZN-urilor. Revista apare lunar și are un tiraj de 30.000 de exemplare. Gevaerd conduce, de asemenea, Centrul Brazilian de Cercetare al Farfuriilor Zburătoare, care are 3.300 de membri. În timpul vizitei la o conferință de la Las Vegas din 1992, el a experimentat personal ceea ce poate fi un OZN în timp ce conducea în Deșertul Mojave, Nevada din SUA, lângă baza militară Zona 51.

## Păreri despre OZN-uri

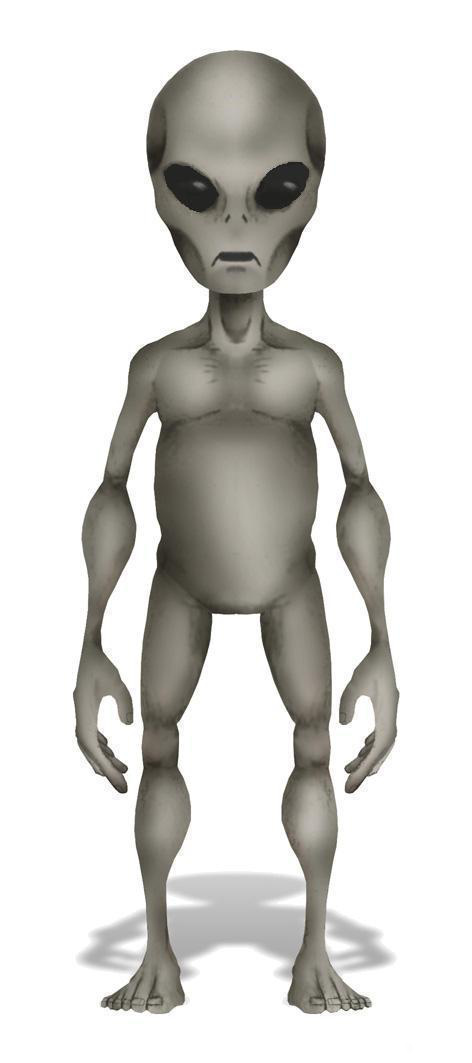
Impresie artistică a unui extraterestru gri

La o conferință din 1996 în Chile, Gevaerd a raportat că observările OZN din întreaga lume au crescut cu peste 200% în ultimul an. El a spus că "există locuri în care a existat o creștere de 400%. Asta înseamnă un adevărat val de OZN-uri care vizitează Pământul și că are mai mult de 100 de diapozitive pentru a dovedi acest lucru." Vorbind la Simpozionul Internațional Australian despre OZN-uri din Brisbane, Queensland, Australia, în octombrie 1996, el a discutat despre doi extratereștri pretinși a fi capturați de armată după ce vehiculul lor spațial s-a prăbușit în Varginha, Brazilia, la 20 ianuarie 1996. Descrierea uneia dintre creaturi era asemănătoare cu cea a extratereștrilor gri, standard, dar avea o piele de culoare maro, ochi roșii și protuberanțe care ar fi putut fi coarne. Ambii extratereștri au fost văzuți de mulți martori, dar armata i-a avertizat să nu discute despre subiect. Vorbind mai târziu, el a spus că șase extratereștri au fost capturați și câteva părți din OZN-urile lor. Au existat martori printre pompierii care au fost primii oficiali pe teren, iar militarii au confirmat povestea.
În 1997, Comitetul de ufologi brazilieni al lui Gevaerd a organizat primul Forum mondial de ufologie din Brazilia, care a avut loc în Brazilia. Răspunzând întrebărilor audienței în timpul unui talk-show din 2001, el a descris marile progrese care au fost făcute în ufologie în ultimii ani și mai ales în Brazilia, pe care el l-a descris ca fiind un centru principal de cercetare. El a apărat cercetarea serioasă în ceea ce privește OZN-urile împotriva vânătorilor care doresc să facă bani și a comentatorilor care au ridiculizat subiectul. El a discutat despre multe apariții documentate, inclusiv rapoarte din Biblie. El a menționat că există dovezi că extratereștrii au fost implicați în construcția piramidelor egiptene. El a spus că multe specii străine au vizitat Pământul și că, din anumite motive, toți aveau două brațe, un trunchi, două picioare și un cap.
Gevaerd l-a denunțat pe controversatul Urandir Fernandes de Oliveira, declarând că a falsificat imagini ale OZN-urilor cu dispozitive cum ar fi pixuri cu laser. Vorbind despre un videoclip despre farfuriile zburătoare deasupra Haiti, lansat pe YouTube la sfârșitul anului 2007, care a avut peste 8 milioane de vizualizări pe YouTube, el a spus: "A fost cel mai mare fenomen OZN din ultimii 10 ani. Dar a fost o fraudă deliberată. Aceste lucruri, în timp ce popularizează ufologia, put." El a spus că demascarea fraudei este o sarcină importantă pentru ufologi: ușurința de a produce și de a lansa videoclipuri face dificilă separarea a ceea ce este fabricat de ceea ce este [real și] inexplicabil.
În iulie 2008, Gevaerd a întrebat: "Dacă avem deja mașini care să investigheze solul planetei Marte, de ce alte ființe extraterestre să nu poată dezvolta tehnologie pentru a ajunge pe Pământ?" El a spus că problema este că guvernele din diferite țări tratează problema ca fiind ceva secret, dar și-a exprimat speranța că factorii de decizie politică vor începe să-și schimbe atitudinea. În august 2008, el a susținut că acceptarea ET nu a fost niciodată mai mare. El a spus că 6 sau 7 din fiecare 10 persoane chestionate sunt cel puțin siguri despre faptul că nu suntem singuri în univers și că suntem vizitați de alte specii.
În februarie 2007 a fost lansat filmul documentar Fastwalkers cu interviuri cu Gevaerd și alții pe tema OZN-urilor și extratereștrilor. În iulie 2007, birourile Revistei UFO au fost percheziționate de necunoscuți, iar informații valoroase au fost preluate din dosarele cabinetului, împreună cu patru computere. Un ofițer de poliție a declarat "este clar că acțiunea a fost premeditată și efectuată de elemente care aveau cunoștințe despre activitățile Revistei UFO, experiență în computere și știau unde să găsească fișierele cele mai importante ale companiei". Gevaerd a spus că eforturile de a opri publicarea ar avea efectul opus. În săptămână jafului, revista a lansat cel de-al 25-lea documentar DVD, Luminile de la Phoenix, care prezintă unul dintre cele mai mari valuri de OZN din știri, din martie 1997, în orașul Arizona, Statele Unite ale Americii.
Gevaerd a fost un vorbitor principal în iunie 2008, la prima întâlnire internațională a experților în ufologie din Lisabona, discutând despre incidentul OZN de la Varginha. În august 2009 a fost un vorbitor principal la o conferință de ufologie din San Clemente, Chile. El a fost speaker  la cea de-a 18-a Conferință Internațională a Congresului Internațional al OZN-urilor și a Festivalului de Film din Laughlin, Nevada, în februarie 2009, vorbind despre nevoia publicului de a cere guvernului să divulge informații despre viața extraterestră.

## Cercuri din culturi
Discutând despre observarea OZN-urilor și a cercurilor de cultură care au apărut în apropiere de Riolândia, São Paulo în ianuarie 2000, el a spus că plantele îndoite nu reprezintă dovezi. Ceea ce contează este apariția obiectelor discoidale. În 2002, Gevaerd a investigat cercurile de cultură din câmpurile Alton Barnes din sudul Angliei, 30 de km de stațiunea Avebury. El a speculat că cercurile și alte modele din câmpurile britanice reprezintă un fel de mesaj codificat. În noiembrie 2008, cercurile de cultură au fost găsite în vestul mării Santa Catarina. Gevaerd a investigat cercurile, despre care a spus ca erau similare cu cercurile de cultură pe care le investigase în Europa, începând cu câmpurile situate la aproximativ 150 de mile de Londra. Mai târziu a constatat că erau fraude. El a spus că s-au deosebit în mod semnificativ de cercurile autentice de cultură și că există dovezi de fabricație a acestora.

## Informații guvernamentale
Gevaerd a spus că unul dintre motivele pentru care ufologii nu se lasă descurajați de lipsa dovezilor pentru teoriile lor se datorează faptului că majoritatea cred că există o conspirație guvernamentală care să ascundă adevărul de oameni. La 15 aprilie 2004, comisia de ufologi brazilieni a lui Gevaerd a lansat o campanie intitulată "Libertatea informației acum!" cu scopul de a presa guvernul să elibereze informații despre aparițiile OZN-urilor.
La 20 mai 2005, Gevaerd a condus o delegație de ufologi care s-au întâlnit cu oficialii brazilieni din cadrul Forțelor Aeriene din Brazilia, condusă de brigadierul Telles Ribeiro, șeful Centrului pentru Comunicații Publice al Forțelor Aeriene. Într-un interviu după întâlnire, Gevaerd a spus că grupul său a prezentat informații despre trei cazuri specifice: mărturia șefului din Varig, Nagib Ayub, despre un OZN văzut în spațiul aerian din Rio Grande do Sul în 1954, mărturiile unor piloți care au urmărit 21 de OZN-uri care zburau peste São Paulo, São José dos Campos și Rio de Janeiro în mai 1986 și o investigație a OZN-urilor desfășurată în 1977 în Pará, de către colonelul Uyrange Hollanda, care a murit în 1997. Potrivit lui Hollanda, "am detectat cel puțin nouă forme de obiecte. Sonde, nave spațiale în formă de farfurie. . . Toate rapoartele au fost trimise la baza militară COMAR 1 din Brasilia." La un seminar din 2007 privind OZN-urile din Chile, el a dezvăluit existența "Operațiunii Plate", un proiect de cercetare extrem de secret al OZN-urilor efectuat de Forțele Aeriene braziliene.
În august 2008, Gevaerd a declarat că guvernul are o mulțime de informații că OZN-urile intră în spațiul aerian brazilian în fiecare zi, dar refuză să-l publice. Discutând despre campania de eliberare a informațiilor guvernamentale, la o întâlnire din septembrie 2008 a entuziaștilor OZN, el a declarat: "Suntem vizitați de multe civilizații de pe alte planete. Am sentimentul că în curând vom avea un răspuns la întrebările pe care le căutăm cu toții."
În aprilie 2009, Gevaerd a descris declasificarea documentelor care au fost întotdeauna declarate TOP SECRET drept eveniment istoric. El a spus că nici o țară nu a mers atât de departe în divulgarea informațiilor despre OZN-uri. În septembrie 2009, Gevaerd a anunțat primirea unui nou set semnificativ de documente guvernamentale referitoare la OZN, dintre care unele au fost secrete timp de 80 de ani. Documentele au inclus detalii proaspete despre rapoartele OZN din noaptea de 19 mai 1986, când 21 de obiecte sferice, care, conform surselor militare, aveau diametrul de 100 de picioare, au fost detectate de radar și observate de piloți civili și au blocat literalmente principalele aeroporturi din Brazilia inclusiv São Paulo și Rio de Janeiro. Cu toate acestea, Gevaerd a spus într-un interviu că toate casetele operațiunilor de interceptare de la acel eveniment au fost distruse. În martie 2010, Gevaerd a discutat despre scăderea nivelului documentelor OZN de către administrația președintelui Luiz Inácio Lula da Silva, precizând că în 2009 a primit între 50 și 80 de documente, cu un total de patru mii de pagini, informații de la ancheta forțelor armate asupra fenomenului OZN.
Într-un interviu acordat în august 2010 în Revista Terra - Terra Magazine, Gevaerd a comentat decretul guvernului federal potrivit căruia forțele aeriene ar trebui să trimită arhivei naționale înregistrări ale oricărui OZN, spunând că decizia a fost ca răspuns la campania comitetului brazilian a entuziaștilor OZN pentru libertatea informațiilor. El a menționat că documentele deja publicate confirmă faptul că OZN-urile au fost observate frecvent și a declarat că guvernul are mai mult de 12 tone de documente despre aceste apariții. Comentând câteva documente inițiale publicate de Forțele Aeriene la 20 martie 1996 cu privire la observarea OZN-urilor din cinci orașe din sudul Braziliei, el a spus: "Este doar vârful aisbergului". Forțele aeriene au declarat că nu vor elibera documente secrete. Brigadierul José Carlos Pereira, care se ocupă de înregistrările OZN, a declarat: "Dacă se produce un fenomen extraordinar, este evident că se va ține sub control".

## Viața personală
Gevaerd are doi copii, Daniel și Daniela. Daniel a luat parte la „Casa de Vidro“ (Casa de sticlă), o etapă preliminară a Big Brother Brasil 9, dar nu a ajuns în faza finală. Daniela a fost administratorul și managerul Revistei Ufo și a murit la 8 martie 2015 la Campo Grande într-un accident de mașină.

## Vezi și
- Listă de ufologi